# OR6B3
OR6B3 (англ. Olfactory receptor family 6 subfamily B member 3) – білок, який кодується однойменним геном, розташованим у людей на короткому плечі 2-ї хромосоми.  Довжина поліпептидного ланцюга білка становить 331 амінокислот, а молекулярна маса — 37 232.
| 10         |  | 20         |  | 30         |  | 40         |  | 50         |
| ---------- |  | ---------- |  | ---------- |  | ---------- |  | ---------- |
| MSGENVTRVG |  | TFILVGFPTA |  | PGLQYLLFLL |  | FLLTYLFVLV |  | ENLAIILTVW |
| SSTSLHRPMY |  | YFLSSMSFLE |  | IWYVSDITPK |  | MLEGFLLQQK |  | RISFVGCMTQ |
| LYFFSSLVCT |  | ECVLLASMAY |  | DRYVAICHPL |  | RYHVLVTPGL |  | CLQLVGFSFV |
| SGFTISMIKV |  | CFISSVTFCG |  | SNVLNHFFCD |  | ISPILKLACT |  | DFSTAELVDF |
| ILAFIILVFP |  | LLATMLSYAH |  | ITLAVLRIPS |  | ATGCWRAFFT |  | CASHLTVVTV |
| FYTALLFMYV |  | RPQAIDSRSS |  | NKLISVLYTV |  | ITPILNPLIY |  | CLRNKEFKNA |
| LKKAFGLTSC |  | AVEGRLSSLL |  | ELHLQIHSQP |  | L          |  |            |

A: Аланін

C: Цистеїн

D: Аспарагінова кислота

E: Глутамінова кислота

F: Фенілаланін

G: Гліцин

H: Гістидин

I: Ізолейцин

K: Лізин

L: Лейцин

M: Метіонін

N: Аспарагін

P: Пролін

Q: Глутамін

R: Аргінін

S: Серин

T: Треонін

V: Валін

W: Триптофан

Кодований геном білок за функціями належить до рецепторів, g-білокспряжених рецепторів, білків внутрішньоклітинного сигналінгу. 
Задіяний у такому біологічному процесі як поліморфізм. 
Локалізований у клітинній мембрані, мембрані.